# Chrysaperda collaris
Chrysaperda collaris là một loài bọ cánh cứng trong họ Cerambycidae.